# Neodohrniphora isomorpha
Neodohrniphora isomorpha är en tvåvingeart som beskrevs av Brown 2001. Neodohrniphora isomorpha ingår i släktet Neodohrniphora och familjen puckelflugor. Inga underarter finns listade i Catalogue of Life.